# 富田竜馬
富田 竜馬（とみた りょうま、1977年（昭和52年）6月9日 - ）は、日本の政治家。東京都東久留米市長（1期）。元東久留米市議会議員（5期）。

## 来歴
東京都東久留米市生まれ。東久留米市立第二小学校、東久留米市立大門中学校、東京都立田無高等学校、帝京大学法学部卒。
卒業後は河村たかしの秘書を務め、2003年、26歳で民主党公認で東久留米市議会議員に立候補し、初当選した（のち民進党）。当選は5回を数え、市議会副議長、議長を務めた。
2021年、東久留米市長並木克巳が体調不良を理由に次期市長選挙に不出馬を表明した。2022年1月の任期満了を待たずに退任することとなった。
12月に行われた市長選挙に立候補し、自民、公明両党や並木克巳ら元市長の推薦を受け、元都議会議員の細谷祥子と元市議会議員の2人を破って当選した。